# 김주성 (1966년)
김주성(한국 한자: 金鑄城, 1964년 1월 17일 - )은 대한민국의 전 축구 선수 및 현재 축구 행정가이다. 현재 동아시아축구연맹 사무총장을 맡고 있다. 그는 1989년부터 1991년까지 3회 연속으로 아시아 축구 연맹이 선정한 아시아 올해의 축구 선수로 뽑혔다. 당시에는 기자단 투표로 선정하는 방식이었으며 아시아 축구 연맹이 공식으로 선정한 것은 1994년부터였으나, 3번이나 연속으로 올해의 선수로 뽑힌 유일한 선수이다.

## 개요
강원도 양양군 출생으로 서울로 상경하여 성수중학교, 중앙고등학교, 조선대학교를 졸업하였다. 폭발적인 질주로 그라운드를 종횡무진하며 미친 듯이 공간을 파고들고 상대를 괴롭히며 끈질기게 도전하는 기질로 인하여 '야생마'라는 별명이 붙었다. 긴 머리를 휘날리며 그라운드를 누벼 '아시아의 삼손'이라는 별명으로 불리기도 한다. 1992년 일본 세이부 가이하쓰사에서 만든 '세이부 컵 축구'라는 오락실용 비디오 게임에는 세계 8개국 팀과 실존인물을 모델로 하는 주인공이 등장하는데 대한민국 대표로 등장하기도 한다.

## 클럽 경력
1987년 대우 로얄즈에 입단한 뒤, 그 해 K리그 우승에 크게 공헌하여 신인선수상을 받게 되었고, 1988년 오스트리아 1부리그 FC 스바로브스키 타이롤 클럽에 가계약까지 맺었지만 국내 축구 활성화를 위해 입단을 포기하였다.
1990년 자신의 K리그 통산 2번째 우승에 크게 공헌하였다. 1992년 6월 독일 분데스리가의 VfL 보훔으로 임대 이적하여 활약하였으나, 1992-93 시즌 결과 팀은 16위로 2. 분데스리가로 강등되었다. 1993-94 시즌에는 10월의 2. 분데스리가 베스트 11'에 선정되는 등 나름 활약하여 팀의 2부 리그 우승과 1부 리그로의 승격에 공헌하지만, 임대 계약 만료 및 친정팀인 부산 대우 로얄즈의 강력한 복귀 요청으로 1994년 8월 복귀하였다.
1995년 6월 17일 유공전부터 수비수로 보직을 변경하여 출전하였으며 1997년 자신의 K리그 통산 3번째 우승에 크게 공헌하여 K리그 MVP를 받게 되었다. 1999 시즌이 끝난 뒤 은퇴했다.
부산 대우 로얄즈에서는 김주성을 기리면서 그의 번호 16번을 영구 결번으로 정했다. 축구에서 영구 결번은 김주성이 최초였다. 1999년 11월 25일에는 속초시에서 은퇴 경기를 가졌는데, 축구에서 은퇴 경기가 열린 것도 이 때가 최초였다.

## 국가대표팀 경력
1984년 대한민국 U-20 축구 국가대표팀에 발탁된 이후 1990년대까지 국가대표 선수로 활약하였다. 포지션은 윙포워드로 (주로 왼쪽), 1988년 AFC 아시안컵에서 2골을 넣는 등 팀의 준우승에 크게 공헌하여 대회 MVP를 차지하였다. 1986년 FIFA 월드컵과 1990년 FIFA 월드컵, 1994년 FIFA 월드컵 등의 많은 대회에서 뛰었고, 1985년부터 1996년까지 A매치 76경기에 출전하여 14골을 득점하였다. 1998년 11월 13일 베이징에서 있었던 중국 프로 선발팀과의 친선경기에 출전하였으며 이 경기는 사실상 대표팀간의 경기였지만 프로 선발팀 명목으로 출전하였기 때문에 공식 A매치로 인정받지 못 하였다.

## 지도자 경력
1999년 은퇴 후, 부산 아이콘스에서 코치로 활동하였지만, 2001년 결별하고 행정가의 길에 몰두하였다.

## 행정가 경력
김주성은 부산 아이콘스 코치에서 물러난 후 2000년 대한축구협회 기술위원에 선임된 것을 시작으로 현재까지 행정가의 길을 걷고 있다. 2003년에는 국내에서는 처음으로 'FIFA 국제스포츠관리자 과정'에 선발되어 FIFA 행정가 양성과정에 입문하여 2004년 연수를 마치고 귀국하였고, 연수 중에는 FIFA 홈페이지에 소개되기도 하였다. 2005년 2월 홍명보 등과 함께 대한축구협회의 이사에 선임되었으며, 10월 대한축구협회 국제부장으로 선임되었고, 12월 기술위원에 다시 선임되었다. 현재는 대한축구협회 국제부장으로 활동하고 있다.
2011년 3월 11일에는 동아시아축구연맹의 사무총장으로 내정됐다.

## 플레이 스타일
폭발적인 스피드와 화려한 개인기로 아시아 정상급 선수로 군림했고, 오른발잡이이면서도 왼발 슈팅을 많이 사용을 정도로 자유자재로 양발을 사용하였다.
1980년대에는 주로 윙어로 대표팀에서 활약했으며 그 후 1994년 FIFA 월드컵에서는 공격형 미드필더로 뛴 후 K리그로 복귀하여 수비수로 전향하여 센터백으로 활약하였다.

## 그 외
선수 시절인 1991년 FIFA 초청으로 '독일 대표팀'과 '세계 올스타'의 경기에 출전하였고, 2007년 6월 FIFA 초청으로 '러시아 올스타'와 '세계 올스타'간 경기에 출전하였고, 2007년 7월 FIFA 초청으로 '넬슨 만델라 생일 기념 올스타전' ('아프리카 대표팀'과 '세계 올스타'간 경기)에 출전하였다.
2001년에는 축구 해설자로 데뷔하여 활동하기도 하였고, 2004년 'FIFA 국제스포츠관리자 과정' 연수를 마치고 귀국한 뒤 다시 축구 해설자로 활동하기도 하였다.

## 경력 목록

### 클럽 경력
- 1987년 ~ 1992년  대우 로얄즈
- 1992년 ~ 1994년  VfL 보훔
- 1994년 ~ 1999년  부산 대우 로얄즈

### 국가대표팀 경력
- 1986년 FIFA 월드컵 대표
- 1988년 하계 올림픽 대표
- 1988년 AFC 아시안컵 대표
- 1990년 FIFA 월드컵 대표
- 1994년 FIFA 월드컵 대표
- 1996년 AFC 아시안컵 대표

### 지도자 경력
- 2000년 부산 아이콘스 코치

### 행정가 경력
- 2005년 10월~2012년 1월 대한축구협회 국제부장
- 2012년 1월 ~ 2013년 4월 대한축구협회 사무총장
- 2012년~ 동아시아축구연맹 사무총장

## 광고 출연
- 1990년 동부대우전자 수퍼비전 프로

## 수상 내역

### 클럽

#### 부산 대우 로얄즈
- K리그 우승 3회 (1987년, 1991년, 1997년)
- K리그 준우승 2회 (1990년, 1999년)
- 리그컵 우승 1회 (1997년-아디다스컵, 1997-프로스펙스컵, 1998 필립모리스코리아컵)
- 리그컵 준우승 1회 (1999년-대한화재컵)

#### VfL 보훔
- 2 분데스리가 우승 1회 (1993-1994 시즌)

### 국가대표팀
- 1988년 AFC 아시안컵 준우승

### 개인
- 1987년 K리그 신인상 수상
- 1987년 체육훈장 체육기란장
- 1988년 AFC 아시안컵 MVP 수상
- 1988년 체육훈장 백마장
- 1989년 국제축구역사통계연맹 선정 아시아 지역 - 올해의 선수
- 1990년 국제축구역사통계연맹 선정 아시아 지역 - 올해의 선수
- 1990년 다이너스티컵 MVP 수상
- 1991년 국제축구역사통계연맹 선정 아시아 지역 - 올해의 선수
- 1991년 K리그 베스트 11 선정
- 1996년 K리그 베스트 11 선정
- 1996년 스포츠서울 올해의 프로축구대상 수비상 수상
- 1997년 K리그 베스트 11 선정
- 1997년 K리그 MVP 수상
- 1998년 마스터카드사 20세기 아시아 대표팀 베스트 11 선정
- 1998년 20세기를 빛낸 아시아 최고의 선수 2위 선정
- 1999년 K리그 베스트 11 선정
- 1999년 K리그 공로상 수상

## 참고 자료
- 김유석의 올드보이 9 : 80-90년대를 질주한‘야생마’김주성